# Maricel Soriano
Pour les articles homonymes, voir Soriano (homonymie).
Maricel Soriano, née le 25 février 1965 à Manille, aux Philippines , est une actrice philippine.

## Filmographie
- 1973 : John & Marsha (série télévisée) : Shierly
- 1974 : John and Marsha : Shierly
- 1974 : Somewhere Over the Rainbow
- 1975 : La Fuerza de tigre
- 1976 : John and Marsha 2 : Shierly
- 1977 : John and Marsha 3 : Shierly
- 1980 : Underage : Cecilia
- 1980 : John and Marsha 4 : Shierly
- 1981 : Pabling
- 1982 : Galawgaw
- 1982 : Dancing Masters 2 (Hongkong)
- 1982 : Hindi kita malimot
- 1982 : My Heart Belongs to Daddy
- 1982 : School Girls
- 1982 : Mother Dear
- 1982 : Santa Claus Is Coming to Town
- 1983 : Batang Quiapo : Maria / Marya
- 1983 : To Mama with Love
- 1983 : Minsan may isang ina : Noemi
- 1983 : Daddy Knows Best de Leslie Pearce
- 1983 : Saan darating ang umaga : Shane
- 1984 : Da Best of John & Marsha : Shierly
- 1984 : Daddy's Little Darling : Honey
- 1984 : Kaya kong abuting ang langit : Clarisse Gargamonte / Clarrisa Rosales
- 1984 : Teenage Marriage
- 1984 : Anak ni Waray, anak ni Biday
- 1985 : Ride on Baby
- 1985 : Kwento ni Lola Basyang, Mga
- 1985 : John and Marsha sa probinsya : Shierly
- 1985 : Hinugot sa langit : Carmen Castro
- 1985 : Inday bote : Inday
- 1986 : Payaso
- 1986 : The Graduates
- 1986 : Inday, Inday sa balitaw : Inday
- 1986 : Yesterday, Today & Tomorrow : Anna
- 1986 : When I Fall in Love
- 1987 : Pinulot ka lang sa lupa
- 1988 : Taray at Teroy : Taray
- 1988 : Super Inday and the Golden Bibe : Inday / Super Inday
- 1988 : Sa akin pa rin ang bukas
- 1988 : Babaing hampaslupa
- 1989 : Gorio en Tekla : Gorio / Gregory
- 1989 : Kuwento ng pag-ibig, Mga
- 1989 : Kung maibabalik ko lang : Donna
- 1989 : Tulak ng bibig, kabig ng dibdib
- 1990 : John and Marsha '90 : Shierley
- 1991 : Tatlong Maria
- 1991 : Dinampot ka lang sa putik : Malou
- 1992 : Ikaw pa lang ang minahal : Adela Sevilla
- 1992 : Dobol dribol
- 1993 : Manchichiritchit
- 1994 : Minsan lang kitang iibigin : Terry
- 1994 : Nagkataon, nagkatagpo
- 1994 : Vampira de Joey Romero
- 1994 : Separada : Melissa
- 1995 : Ikaw pa, mahal kita
- 1995 : Dahas : Luisa
- 1995 : Inagaw mo ang lahat sa akin : Jacinta
- 1996 : Ama, ina, anak
- 1996 : Kung kaya mo, kaya ko rin : Sally
- 1996 : Abot kamay ang pangarap : Elena
- 1997 : Sabi mo mahal mo ako wala ng bawian : Roselle
- 1997 : Minsan lamang magmahal
- 1997 : Nasaan ang puso
- 1998 : Tumutol man ang tadhana
- 1998 : Kung ayaw mo, huwag mo : Doris
- 1998 : Sige subukan mo : Panyang
- 1999 : Kaya ni mister, kaya ni misis (série TV) : Mary Magtanggol
- 1999 : Soltera : Sandra
- 1999 : Sa piling ng mga aswang : Marines
- 2000 : Tunay na mahal : Casilda
- 2000 : Abandonada : Gemma
- 2001 : Mila : Mila Cabangon
- 2002 : Mano po : Vera Go
- 2003 : Filipinas : Yolanda
- 2004 : I Will Survive : Cynthia
- 2005 : Vietnam Rose (série TV) : Carina Mojica dela Cerna / Nguyen Dang Thiem Yeu